# Lòng mức hoa xanh
Lòng mức hoa xanh (danh pháp khoa học: Wrightia viridiflora) là một loài thực vật thuộc họ Apocynaceae. Đây là loài đặc hữu của Thái Lan.